# مبادله زنان
مبادله زنان بخشی است که در تئوری اتحاد بیان می‌شود. تئوری اتحاد یک نظریه ساختارگرایانه از کلود لوی استروس و دیگر انسان‌شناسانی است که جامعه را مبتنی بر رفتار مردسالارانه تفسیر کرده‌اند و در چنین جامعه‌ای زنان را به عنوان دارایی‌هایی می‌دانند که به مردان دیگر داده می‌شوند تا اتحادهای بین خود را تقویت کنند. چنین تبادلی حتی ممکن است به صورت رسمی در مراسم‌های عروسی سنتی در بین مسیحیان دیده شود که در آن عروس توسط پدرش به داماد داده می‌شود.
فرضیه «ازدواج-اتحاد» در چارچوب تئوری اتحاد پدید آمد و به وابستگی متقابل ضروری خانواده‌ها و دودمان‌های مختلف به دلیل وجود رابطه خویشاوندی اشاره کرد؛ بنابراین خود ازدواج به عنوان شکلی از ارتباط در نظر گرفته می‌شود که انسان شناسانی مانند کلود لوی-استروس، لوئیس دومون یا رادنی نیدهام آن را توصیف کرده‌اند. این فرضیه بیان می‌کند که اتحاد می‌تواند با ایجاد رابطه خویشاوندی ایجاد شود و از آنجا که زنان در برابر مردان از دیدگاه مردسالاری قدرت کم‌تری دارند، مردان ممکن است برای تحکیم روابط بین یکدیگر با اشکال مختلفی چون کنیزی، بردگی، ازدواج و… زنان را مبادله کنند.

## تبادل زنان تحت روابط خویشاوندی
دیدگاه ساختارگرایانه خویشاوندی نیز در بیانیه کلی لوی استراوس در ارتباط با مبادله زنان اینگونه مطرح شده است:
ساختارهای اولیه (خویشاوندی)
در ساختار خویشاوندی، او ایده‌های ماوس در مورد اهمیت هدایا در جوامع بدوی را با نقش تابوی زنای با محارم در مبادله اجباری همسران خارج از گروه‌های خانوادگی نزدیک را با هم ترکیب کرد. تبادل زنان در نتیجه نامتقارنی قدرت است، زیرا مردان قدرتی بر زنان دارند که متقابل نیست. ساختارهای اجتماعی برگرفته شده از این دیدگاه چارچوبی را برای تلقی ستم بر زنان به عنوان یک ساختار اجتماعی به جای اینکه یک موضوع زیست‌شناسی باشد، فراهم می‌کند.
در کتاب «ترافیک زنان»، گیل روبین تحلیلی فمینیستی از خویشاوندی، نقش‌های جنسیتی، تمایلات جنسی، تابوی زنا با محارم و تابوهای علیه همجنس‌گرایی دارد و از آن‌ها به عنوان بخشی از یک سیستم جنسی موجود و در حال تکامل یاد کرده است.
مصداقی از مبادله زنان، فروش همسر است که در بسیاری از جوامع در طول قرن‌ها و گهگاه حتی تا دوران مدرن نیز مشاهده شده است.

## تبادل زنان به خاطر پدرسالاری در کتاب مقدس
مردان در فرهنگ عبری باستان روابط خود را با مردان دیگر از طریق مبادله اقوام زن خود برقرار و ترمیم می‌کردند. این امر در روایات عهد عتیق مانند داستان‌هایی که در کتاب‌های یوشع، قضات، ساموئل و پادشاهان نقل شده‌اند، به وضوح دیده می‌شود.

## تبادل زنان به خاطر برخوردهای جنایی
در افغانستان و مناطق دورافتاده پاکستان، زنان ممکن است به عنوان غرامت برای بدهی یا جرمی مانند قتل مبادله شوند. این عمل با نام رسم ونی معروف است. قانون اساسی پاکستان این کار را با مجازات ۳ تا ۱۰ سال زندان ممنوع کرده است، اما این رسم همچنان پابرجاست. رسم ونی که در بیشترِ موارد در آن دخترانِ زیرِ سنِّ قانونی مبادله می‌شوند، به صورت حکمی است که توسط رئیسان قبایل صادر می‌شود.

## تبادل زنان در هنر
مبادله زنان در جریان ارتباطات بین مردان به عنوان موضوعی در رمان‌های گتسبی بزرگ و مدار رأس‌الجدی نیز بیان می‌شود. فیلم‌هایی همچو پیشنهاد بی‌شرمانه که یک فیلم درام آمریکایی به کارگردانی آدریان لین است و دیگر فیلم‌های مرتبط با موضوع مبادله زنان به دلیل ترویج این موضوع مورد انتقاد قرار گرفتند.